# Yeşilköy, Finike
Yeşilköy là một xã thuộc huyện Finike, tỉnh Antalya, Thổ Nhĩ Kỳ. Dân số thời điểm năm 2011 là 265 người.